# Miletus atomaria
Miletus atomaria är en fjärilsart som beskrevs av Hans Fruhstorfer 1913. Miletus atomaria ingår i släktet Miletus och familjen juvelvingar. Inga underarter finns listade i Catalogue of Life.